# Czerwiec 2009

## 30 czerwca 2009
- Katastrofa lotu Yemenia 626 (TVN24).

## 29 czerwca 2009
- Co najmniej 17 osób zginęło w katastrofie kolejowej w Viareggio (TVN24).

## 28 czerwca 2009
- Wojsko w wyniku zamachu stanu odsunęło od władzy prezydenta Hondurasu Manuela Zelayę. (BBC News)
- Reprezentacja Brazylii wygrała Puchar Konfederacji wygrywając w finale z USA 3:2 (Gazeta.pl).
- Sąd federalny w Nowym Jorku skazał Bernarda Madoffa na karę 150 lat więzienia za oszustwa finansowe. (TVN24)
- W wyniku powodzi w państwach Europy Środkowej zginęło 13 osób (TVN24)

## 25 czerwca 2009
- W wieku 50 lat zmarł amerykański muzyk, artysta estradowy, tancerz, aktor kompozytor, autor tekstów i filantrop okrzyknięty mianem "Króla Popu", Michael Jackson
- W wieku 62 lat zmarła amerykańska aktorka Farrah Fawcett (rp.pl )
- W wieku 38 lat zmarła Zinaida Stachurska, białoruska kolarka szosowa

## 19 czerwca 2009
- W Polsce wyemitowano monety kolekcjonerskie upamiętniającą twórczość Czesława Niemena. (nbpnews.pl)

## 16 czerwca 2009
- W wieku 50 lat zmarł wiceprezydent Poznania Maciej Frankiewicz. (TVN24.pl)

## 13 czerwca 2009
- W Iranie rozpoczęły się masowe protesty społeczne przeciwko oficjalnym wynikom wyborów. (BBC News)

## 12 czerwca 2009
- W Iranie odbyły się wybory prezydenckie. (TVN24.pl)

## 11 czerwca 2009
- Światowa Organizacja Zdrowia ogłosiła pierwszą od 41 lat pandemię grypy (typu A/H1N1). (TVN24)

## 8 czerwca 2009
- W wieku 73 lat zmarł prezydent Gabonu Omar Bongo. (BBC News)
- W katastrofie górniczej w Doniecku zginęło 13 osób. (BBC)

## 7 czerwca 2009
- W Polsce odbyły się wybory do Parlamentu Europejskiego. (gazeta.pl)
- W Libanie odbyły się wybory parlamentarne (BBC News).

## 6 czerwca 2009
- W pożarze żłobka w Hermosillo zginęło 44 dzieci. (Washington Post)

## 1 czerwca 2009
- Katastrofa lotu Air France 447. (tvn24.pl)
- Mauricio Funes objął urząd prezydenta Salwadoru. (BBC News)
- Firma General Motors ogłosiła bankructwo i przeszła w stan upadłości. (gazeta.pl)